# 公坪镇
公坪镇，是中华人民共和国湖南省怀化市芷江侗族自治县下辖的一个乡镇级行政单位。

## 行政区划
公坪镇下辖以下地区：
公坪社区、通溪村、高庄村、桐树溪村、瓦溪铺村、顺溪铺村、銮塘村、长泥坪村和孙家冲村。